# Leisi
Leisi je obec a administrativní centrum obce v kraji Saaremaa v Estonsku.

## Další informace
V obci je pravoslavný kostel Svaté Olgy postavený v letech 1871–1872, který je pod správou Estonské apoštolské pravoslavné církve a také baptistický kostel. U vesnice se nachází památkově chráněný bludný balvan Võlupe (Võlupe rändrahn) transportovaný na místo zaniklým ledovcem z Finska v době ledové. V obci je také škola a knihovna. Přes Leisi teče řeka Leisi. K obci také patří vesnice Triigi a přístav Triigi (Triigi Sadam) zajišťující spojení s ostrovem Hiiumaa.
| Demografický vývoj | Demografický vývoj | Demografický vývoj | Demografický vývoj | Demografický vývoj | Demografický vývoj |
| Rok                | 1997               | 2000               | 2007               | 2010               | 2019               |
| ------------------ | ------------------ | ------------------ | ------------------ | ------------------ | ------------------ |
| Počet obyvatel     | 374                | 382                | 327                | 315                | 298                |

## Galerie

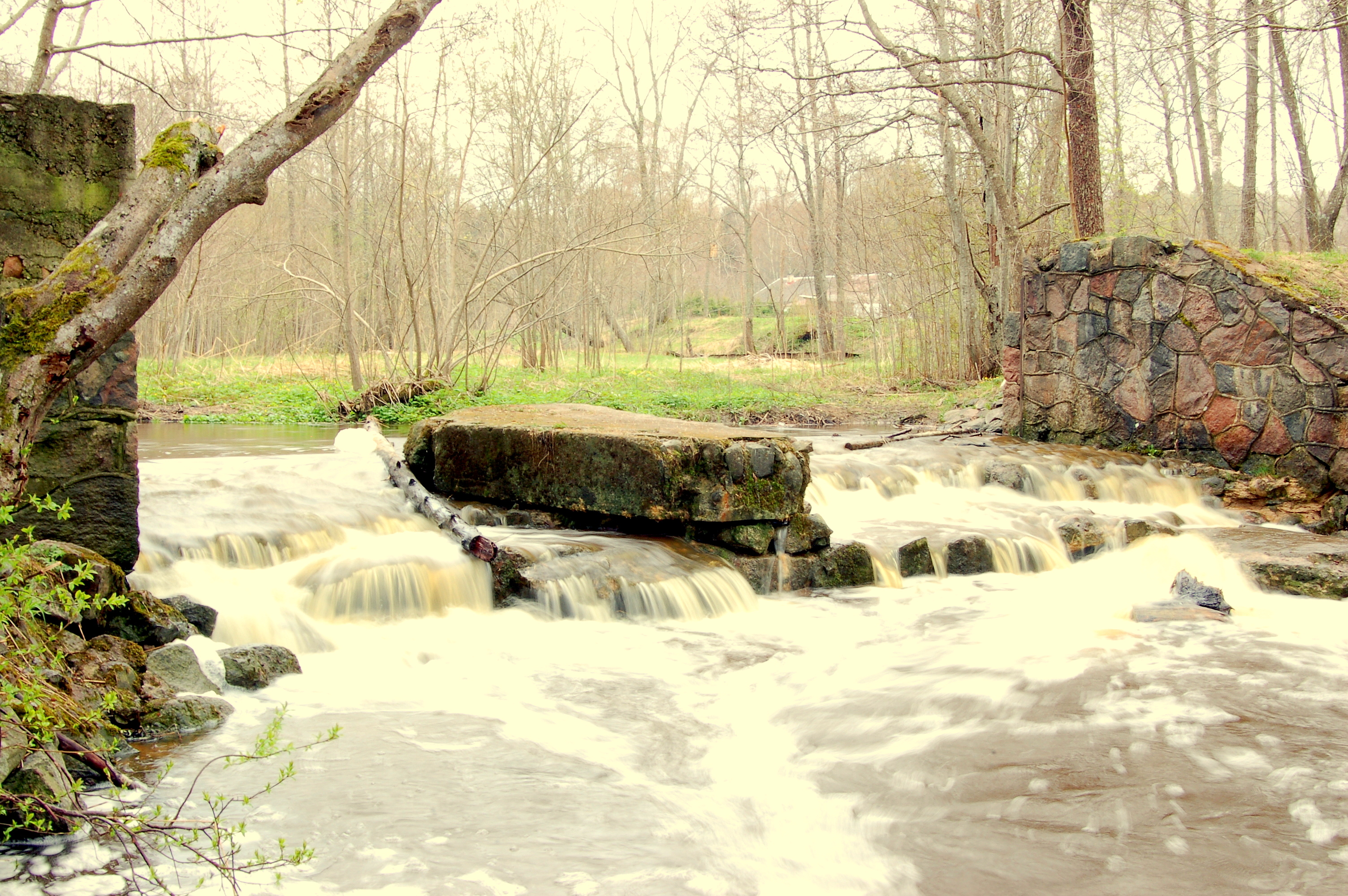
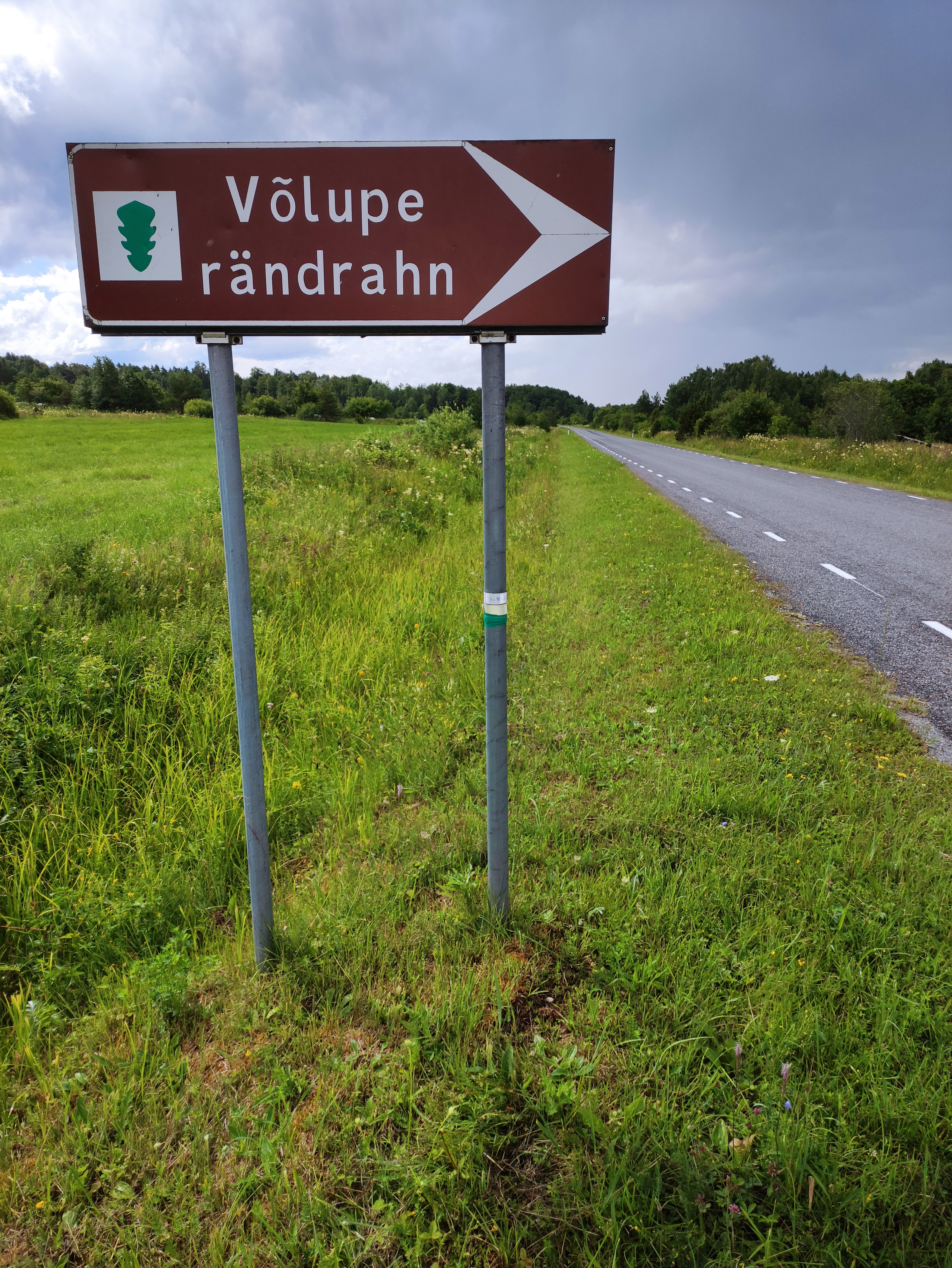
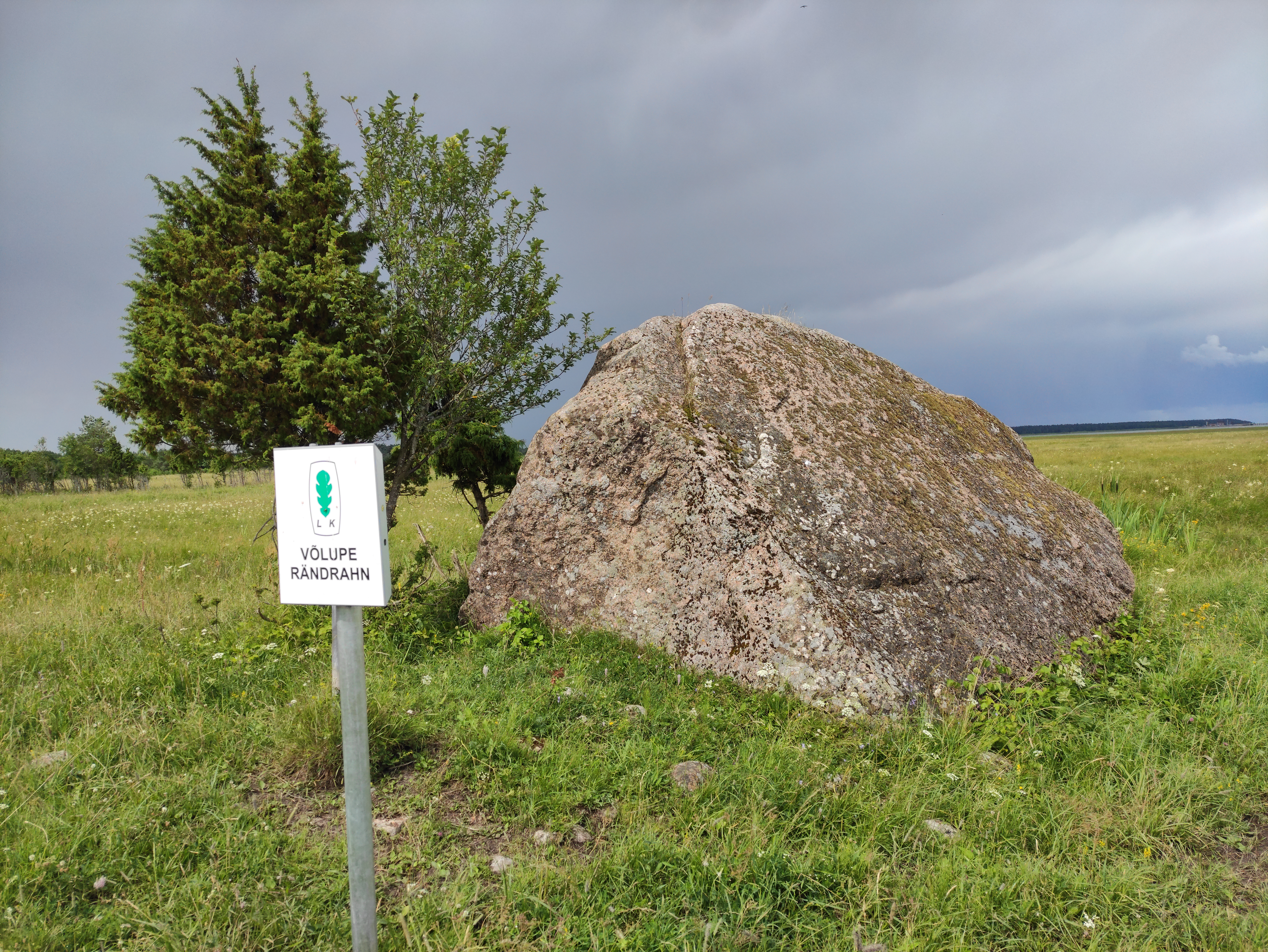
Bludný balvan Võlupe
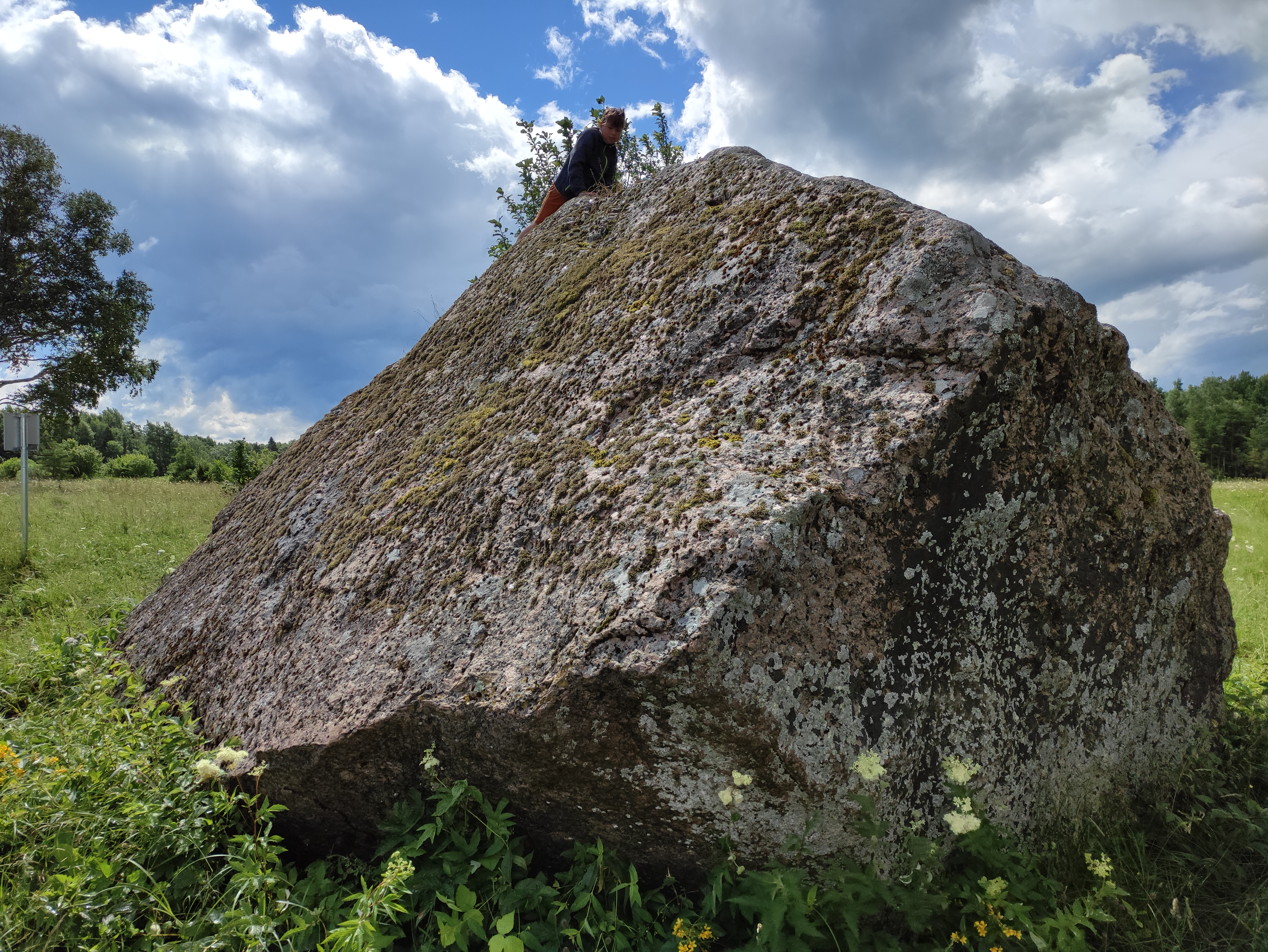
Bludný balvan Võlupe